# Nor-Am Cup 2004
La Nor-Am Cup 2004 fu la 29ª edizione della manifestazione organizzata dalla Federazione Internazionale Sci.
La stagione maschile iniziò il 19 novembre 2003 a Winter Park, negli Stati Uniti, e si concluse il 12 marzo 2004 a Mont-Tremblant, in Canada; furono disputate 22 gare (4 discese libere, 6 supergiganti, 6 slalom giganti, 6 slalom speciali), in 7 diverse località. Il canadese David Anderson si aggiudicò sia la classifica generale, sia quelle di discesa libera e di supergigante; il suo connazionale Julien Cousineau vinse quella di slalom gigante, lo statunitense Ted Ligety quella di slalom speciale. Lo statunitense Jesse Marshall era il detentore uscente della Coppa generale.
La stagione femminile iniziò il 24 novembre 2003 a Winter Park, negli Stati Uniti, e si concluse il 12 marzo 2004 a Georgian Peaks, in Canada; furono disputate 22 gare (4 discese libere, 6 supergiganti, 6 slalom giganti, 6 slalom speciali), in 7 diverse località. La statunitense Stacey Cook si aggiudicò sia la classifica generale, sia quella di discesa libera; la sua connazionale Bryna McCarty vinse quella di supergigante, la canadese Brigitte Acton quella di slalom gigante e la statunitense Kaylin Richardson quella di slalom speciale. La Acton era la detentrice uscente della Coppa generale.

## Uomini

### Risultati
| Data             | Località       | Nazione     | Spec. | Primo                  | Secondo                | Terzo                  |
| ---------------- | -------------- | ----------- | ----- | ---------------------- | ---------------------- | ---------------------- |
| 19 novembre 2003 | Winter Park    | Stati Uniti | SL    | Ivica Kostelić         | Manfred Mölgg          | Erik Schlopy           |
| 20 novembre 2003 | Winter Park    | Stati Uniti | SL    | Tom Rothrock           | Jimmy Cochran          | Mitja Valenčič         |
| 24 novembre 2003 | Park City      | Stati Uniti | GS    | Dane Spencer           | François Bourque       | Fredrik Nyberg         |
| 8 dicembre 2003  | Beaver Creek   | Stati Uniti | SG    | David Anderson         | Scott Macartney        | François Bourque       |
| 9 dicembre 2003  | Beaver Creek   | Stati Uniti | SG    | Steven Nyman           | Scott Macartney        | Wade Bishop            |
| 14 dicembre 2003 | Lake Louise    | Canada      | DH    | David Anderson         | Nicholas Baker         | Wade Bishop            |
| 15 dicembre 2003 | Lake Louise    | Canada      | DH    | Wade Bishop            | David Anderson         | Justin Johnson         |
| 16 dicembre 2003 | Lake Louise    | Canada      | SG    | David Anderson         | Brad Spence            | Wade Bishop            |
| 17 dicembre 2003 | Lake Louise    | Canada      | SG    | Jeff Hume              | Manuel Osborne-Paradis | David Anderson         |
| 2 gennaio 2004   | Sunday River   | Stati Uniti | SL    | Michael Janyk          | Jimmy Cochran          | Ted Ligety             |
| 3 gennaio 2004   | Sunday River   | Stati Uniti | SL    | Ted Ligety             | Michael Janyk          | Julien Cousineau       |
| 4 gennaio 2004   | Sunday River   | Stati Uniti | GS    | Julien Cousineau       | Jake Zamansky          | Jimmy Cochran          |
| 5 gennaio 2004   | Sunday River   | Stati Uniti | GS    | Ryan Semple            | François Bourque       | Julien Cousineau       |
| 6 gennaio 2004   | Sunday River   | Stati Uniti | GS    | Jake Zamansky          | Julien Cousineau       | Ryan Semple            |
| 24 febbraio 2004 | Big Mountain   | Stati Uniti | DH    | David Anderson         | Justin Johnson         | Manuel Osborne-Paradis |
| 26 febbraio 2004 | Big Mountain   | Stati Uniti | DH    | Christopher Beckmann   | David Anderson         | Manuel Osborne-Paradis |
| 27 febbraio 2004 | Big Mountain   | Stati Uniti | SG    | Manuel Osborne-Paradis | Andre Horton           | John Kucera            |
| 28 febbraio 2004 | Big Mountain   | Stati Uniti | SG    | Kevin Francis          | David Anderson         | John Kucera            |
| 9 marzo 2004     | Mont-Tremblant | Canada      | GS    | Thomas Vonn            | Chip Knight            | Ted Ligety             |
| 10 marzo 2004    | Mont-Tremblant | Canada      | GS    | Chip Knight            | François Bourque       | Jean-Philippe Roy      |
| 11 marzo 2004    | Mont-Tremblant | Canada      | SL    | Jimmy Cochran          | Chip Knight            | Michael Janyk          |
| 12 marzo 2004    | Mont-Tremblant | Canada      | SL    | Ted Ligety             | Jesse Marshall         | Pierre Egger           |

Legenda:

DH = discesa libera

SG = supergigante

GS = slalom gigante

SL = slalom speciale

### Classifiche

#### Generale
| Pos. | Nome                   | Nazione     | Punti |
| ---- | ---------------------- | ----------- | ----- |
| 1    | David Anderson         | Canada      | 838   |
| 2    | Ted Ligety             | Stati Uniti | 607   |
| 3    | Wade Bishop            | Stati Uniti | 536   |
| 4    | Julien Cousineau       | Canada      | 499   |
| 5    | Justin Johnson         | Stati Uniti | 464   |
| 6    | Manuel Osborne-Paradis | Canada      | 462   |
| 7    | Jake Zamansky          | Stati Uniti | 452   |
| 8    | John Kucera            | Canada      | 443   |
| 9    | Jesse Marshall         | Stati Uniti | 406   |
| 10   | François Bourque       | Canada      | 405   |

#### Discesa libera
| Pos. | Nome                   | Nazione     | Punti |
| ---- | ---------------------- | ----------- | ----- |
| 1    | David Anderson         | Canada      | 280   |
| 2    | Justin Johnson         | Stati Uniti | 190   |
| 3    | Wade Bishop            | Stati Uniti | 182   |
| 4    | Manuel Osborne-Paradis | Canada      | 134   |
| 5    | Nicholas Baker         | Stati Uniti | 130   |

#### Supergigante
| Pos. | Nome                   | Nazione     | Punti |
| ---- | ---------------------- | ----------- | ----- |
| 1    | David Anderson         | Canada      | 360   |
| 2    | Wade Bishop            | Stati Uniti | 275   |
| 3    | Kevin Francis          | Stati Uniti | 260   |
| 4    | Manuel Osborne-Paradis | Canada      | 238   |
| 5    | Brad Spence            | Canada      | 197   |

#### Slalom gigante
| Pos. | Nome             | Nazione     | Punti |
| ---- | ---------------- | ----------- | ----- |
| 1    | Julien Cousineau | Canada      | 316   |
| 2    | Jake Zamansky    | Stati Uniti | 309   |
| 3    | Ryan Semple      | Canada      | 296   |
| 4    | François Bourque | Canada      | 272   |
| 5    | Ted Ligety       | Stati Uniti | 268   |

#### Slalom speciale
| Pos. | Nome             | Nazione     | Punti |
| ---- | ---------------- | ----------- | ----- |
| 1    | Ted Ligety       | Stati Uniti | 339   |
| 2    | Jimmy Cochran    | Stati Uniti | 272   |
| 3    | Michael Janyk    | Canada      | 255   |
| 4    | Jesse Marshall   | Stati Uniti | 253   |
| 5    | Julien Cousineau | Canada      | 183   |

## Donne

### Risultati
| Data             | Località         | Nazione     | Spec. | Prima             | Seconda           | Terza                  |
| ---------------- | ---------------- | ----------- | ----- | ----------------- | ----------------- | ---------------------- |
| 24 novembre 2003 | Winter Park      | Stati Uniti | SL    | Elisabeth Görgl   | Trine Bakke       | Veronika Zuzulová      |
| 25 novembre 2003 | Winter Park      | Stati Uniti | SL    | Sarah Schleper    | Nicole Hosp       | Christine Sponring     |
| 30 novembre 2003 | Park City        | Stati Uniti | GS    | Jessica Kelley    | Kaylin Richardson | Christina Lustenberger |
| 1º dicembre 2003 | Park City        | Stati Uniti | GS    | Julia Mancuso     | Kaylin Richardson | Annemarie Gerg         |
| 8 dicembre 2003  | Lake Louise      | Canada      | SG    | Bryna McCarty     | Allison Forsyth   | Megan Hughes           |
| 9 dicembre 2003  | Lake Louise      | Canada      | SG    | Bryna McCarty     | Stacey Cook       | Lauren Van Ness        |
| 12 dicembre 2003 | Lake Louise      | Canada      | DH    | Stacey Cook       | Lauren Van Ness   | Christina Risler       |
| 13 dicembre 2003 | Lake Louise      | Canada      | DH    | Stacey Cook       | Rachel Roosevelt  | Christina Risler       |
| 3 gennaio 2004   | Mont-Sainte-Anne | Canada      | SL    | Kaylin Richardson | Lauren Ross       | Anna Goodman           |
| 4 gennaio 2004   | Mont-Sainte-Anne | Canada      | SL    | Brigitte Acton    | Kaylin Richardson | Lauren Ross            |
| 5 gennaio 2004   | Mont-Sainte-Anne | Canada      | GS    | Brigitte Acton    | Sophie Splawinski | Jessica Kelley         |
| 6 gennaio 2004   | Mont-Sainte-Anne | Canada      | GS    | Brigitte Acton    | Jessica Kelley    | Sophie Splawinski      |
| 20 febbraio 2004 | Big Mountain     | Stati Uniti | SG    | Kelly VanderBeek  | Bryna McCarty     | Katie Beardsley        |
| 21 febbraio 2004 | Big Mountain     | Stati Uniti | SG    | Kelly VanderBeek  | Bryna McCarty     | Stacey Cook            |
| 24 febbraio 2004 | Big Mountain     | Stati Uniti | DH    | Stacey Cook       | Bryna McCarty     | Lauren Van Ness        |
| 26 febbraio 2004 | Big Mountain     | Stati Uniti | DH    | Stacey Cook       | Kristen Bybee     | Chelsea Marshall       |
| 29 febbraio 2004 | Panorama         | Canada      | SG    | Allison Forsyth   | Kelly VanderBeek  | Caitlin Ciccone        |
| 1º marzo 2004    | Panorama         | Canada      | SG    | Emily Brydon      | Kelly VanderBeek  | Allison Forsyth        |
| 9 marzo 2004     | Georgian Peaks   | Canada      | GS    | Britt Janyk       | Brigitte Acton    | Sophie Splawinski      |
| 10 marzo 2004    | Georgian Peaks   | Canada      | GS    | Britt Janyk       | Sophie Splawinski | Brigitte Acton         |
| 11 marzo 2004    | Georgian Peaks   | Canada      | SL    | Britt Janyk       | Kaylin Richardson | Brigitte Acton         |
| 12 marzo 2004    | Georgian Peaks   | Canada      | SL    | Kaylin Richardson | Lauren Ross       | Brigitte Acton         |

Legenda:

DH = discesa libera

SG = supergigante

GS = slalom gigante

SL = slalom speciale

### Classifiche

#### Generale
| Pos. | Nome              | Nazione     | Punti |
| ---- | ----------------- | ----------- | ----- |
| 1    | Stacey Cook       | Stati Uniti | 809   |
| 2    | Brigitte Acton    | Canada      | 764   |
| 3    | Kaylin Richardson | Stati Uniti | 644   |
| 4    | Bryna McCarty     | Stati Uniti | 592   |
| 5    | Megan Hughes      | Stati Uniti | 546   |
| 6    | Lauren Ross       | Stati Uniti | 508   |
| 7    | Sophie Splawinski | Canada      | 508   |
| 8    | Jessica Kelley    | Stati Uniti | 461   |
| 9    | Lauren Van Ness   | Stati Uniti | 446   |
| 10   | Rachel Roosevelt  | Stati Uniti | 442   |

#### Discesa libera
| Pos. | Nome             | Nazione     | Punti |
| ---- | ---------------- | ----------- | ----- |
| 1    | Stacey Cook      | Stati Uniti | 400   |
| 2    | Lauren Van Ness  | Stati Uniti | 226   |
| 3    | Kristen Bybee    | Stati Uniti | 180   |
| 4    | Rachel Roosevelt | Stati Uniti | 166   |
| 5    | Megan Hughes     | Stati Uniti | 148   |

#### Supergigante
| Pos. | Nome             | Nazione     | Punti |
| ---- | ---------------- | ----------- | ----- |
| 1    | Bryna McCarty    | Stati Uniti | 450   |
| 2    | Kelly VanderBeek | Canada      | 360   |
| 3    | Stacey Cook      | Stati Uniti | 307   |
| 4    | Allison Forsyth  | Canada      | 280   |
| 5    | Lauren Van Ness  | Stati Uniti | 211   |

#### Slalom gigante
| Pos. | Nome              | Nazione     | Punti |
| ---- | ----------------- | ----------- | ----- |
| 1    | Brigitte Acton    | Canada      | 358   |
| 2    | Sophie Splawinski | Canada      | 306   |
| 3    | Jessica Kelley    | Stati Uniti | 296   |
| 4    | Kaylin Richardson | Stati Uniti | 264   |
| 5    | Lauren Ross       | Stati Uniti | 220   |

#### Slalom speciale
| Pos. | Nome              | Nazione     | Punti |
| ---- | ----------------- | ----------- | ----- |
| 1    | Kaylin Richardson | Stati Uniti | 380   |
| 2    | Lauren Ross       | Stati Uniti | 288   |
| 3    | Brigitte Acton    | Canada      | 260   |
| 4    | Jessica Kelley    | Stati Uniti | 165   |
| 5    | Sarah Schleper    | Stati Uniti | 150   |